# متحف العقيلات
متحف العقيلات أحد متاحف منطقة القصيم يقع في مدينة بريدة. يختص المتحف بتراث العقيلات كصورهم ووثائقهم ومخطوطاتهم ومقتنياتهم.

## الوصف
يقوم المتحف على جهود عبد اللطيف الوهيبي، الذي قام بتوثيق تاريخ العقيلات أحد أشهر الرحلات التجارية الحديثة والتي كانت تنطلق من منطقة القصيم. يحتوي المتحف على توثيق التاريخ بالصور عبر متحف العقيلات الذي أنشأه عبد اللطيف الوهيبي بمبادرة فردية وفتح المتحف أمام الزوار والباحثين، حيث ضم المتحف أكثر من 10 آلاف وثيقة تاريخية تختص بالعقيلات وكذلك الأدوات وخريطة المسارات التجارية لهم. المتحف يضم معظم الشخصيات الشهيرة في تجارة العقيلات والوثائق التي استخدموها. العقيلات هي حركة تجارية تنطلق من نجد وخصوصًا القصيم نحو البلاد المتاخمة للجزيرة العربية، يبلغ تاريخها قبل نحو 300 عام وانتهت بترسيم الحدود.

## وصلات خارجية
- أمير منطقة القصيم يفتتح متحف العقيلات ببريدة
- متحف العقيلات..!
- متحف العقيلات بالقصيم.. أكثر من 5000 قطعة توثيقية لرحلات العقيلات